# Joe Alexander
Joe Anthony Alexander (Kaohsiung, 26 dicembre 1986) è un cestista statunitense con cittadinanza israeliana, di ruolo ala grande.

## Carriera
Nato a Taiwan, Alexander ha vissuto gran parte della sua gioventù in Asia. All'età di otto anni, infatti, la sua famiglia si trasferisce in Cina in quanto il padre viene assunto alla Nestlé. Joe quindi trascorre sei anni in Cina, in particolare vive per sei mesi ad Hong Kong e i restanti anni a Pechino. Negli anni trascorsi a Pechino frequenta l'International School of Beijing, Shunyi dove entra per la prima volta a contatto con il basket. Dopo questa parentesi trascorsa all'estero fa ritorno negli Stati Uniti e va a vivere a Mount Airy, Maryland.
Parla molto bene il cinese, imparato durante la sua esperienza all'International School of Beijing.

## NBA
Il 27 giugno 2008 è stato scelto nel Draft NBA con l'ottava chiamata dai Milwaukee Bucks.
Dopo due stagioni in ombra il 18 febbraio 2010 viene ceduto ai Chicago Bulls.
Diventato free agent nell'estate 2010, il 20 settembre firma per i New Orleans Hornets; in seguito ha giocato nella NBDL, in Russia, in Cina e in Israele, prima di trasferirsi a Sassari.

## Palmarès

### Squadra
- Campione NIT (2007)
- Coppa di Israele: 3

Maccabi Tel Aviv: 2014-15, 2016-17
Hapoel Holon: 2017-18

### Individuale
- All-NBDL First Team (2011)